# Селена + кувари
Селена + кувари (енгл. Selena + Chef) америчка је кулинарска ТВ емисија коју води Селена Гомез. Премијера је приказана 13. августа 2020. године. Свака сезона се састоји од 10 епизода.

## Премиса
Емисија о кувању у којој се певачица и глумица Селена Гомез креће по непознатој територији — спрема укусна јела код куће из карантина, док јој се путем видео-позива у свакој епизоди придружују различити врхунски кувари.

## Епизоде
| Сезона | Сезона | Епизоде | Епизоде | Оригинална објава  | Оригинална објава  |
| Сезона | Сезона | Епизоде | Епизоде | Премијера          | Финале             |
| ------ | ------ | ------- | ------- | ------------------ | ------------------ |
|        | 1.     | 10      | 10      | 13. август 2020.   | 27. август 2020.   |
|        | 2.     | 10      | 10      | 19. новембар 2020. | 4. фебруар 2021.   |
|        | 3.     | 10      | 10      | 28. октобар 2021.  | 11. новембар 2021. |
|        | 4.     | 10      | 10      | 18. август 2022.   | 1. септембар 2022. |